# Prestonia quinquangularis
Prestonia quinquangularis là một loài thực vật có hoa trong họ La bố ma. Loài này được (Jacq.) Spreng. miêu tả khoa học đầu tiên năm 1824.